# Cantonul Mulhouse-Sud
Cantonul Mulhouse-Sud este un canton din arondismentul Mulhouse, departamentul Haut-Rhin, regiunea Alsacia, Franța.

## Comune
- Bruebach
- Brunstatt
- Didenheim
- Flaxlanden
- Galfingue
- Heimsbrunn
- Morschwiller-le-Bas
- Mulhouse (parțial, reședință)
- Zillisheim